# Hybocoptus dubius
Hybocoptus dubius is een spinnensoort in de taxonomische indeling van de hangmatspinnen (Linyphiidae).
Het dier behoort tot het geslacht Hybocoptus. De wetenschappelijke naam van de soort werd voor het eerst geldig gepubliceerd in 1950 door J. Denis.